# Coiffaitiella benjamini benjamini
Coiffaitiella benjamini benjamini é uma subespécie de insetos coleópteros polífagos pertencente à família Raymondionymidae.
A autoridade científica da subespécie é Marquet, tendo sido descrita no ano de 1875.
Trata-se de uma subespécie presente no território português.